# Колычевка (станция)
Колычевка — промежуточная железнодорожная станция 5-го класса Киевской дирекции Юго-Западной железной дороги на линии Чернигов—Нежин, расположенная северо-восточнее села Колычовка и западнее села Анисов.

## История
Разъезд Колычевка был открыт в 1930 году на действующей ж/д линии Нежин—Чернигов. Осуществляются (О) продажа билетов на поезда местного следования без багажных операций. Разъезд был преобразован в станцию.

## Общие сведения
Станция представлена одной боковой и одной островной платформами. Имеет 3 путей. Есть здание вокзала.

## Пассажирское сообщение
Ежедневно станция принимает пригородные поезда сообщения Чернигов—Нежин.